# Phil Seamen
Phillip William „Phil“ Seamen (* 28. August 1926 in Burton-upon-Trent; † 13. Oktober 1972 in London) war ein britischer Schlagzeuger des Modern Jazz. Er gilt als einer der wichtigsten Schlagzeuger Großbritanniens.

## Leben und Wirken
Seamen spielte ab 1946 in britischen Bigbands, etwa bei Nat Gonella, Tommy Sampson, Joe Loss und Jack Parnell. Ab 1955 arbeitete er in den Gruppen von Ronnie Scott, so etwa bei den Jazz Couriers, die dieser mit Tubby Hayes leitete, sowie der Jump Band von Bruce Turner. Weiterhin gehörte er zum Quintett von Joe Harriott und antizipierte dort den Free Jazz. In den frühen 1960er Jahren trommelte er bei Alexis Korner und bei Georgie Fame. Zwischen 1964 und 1968 war er Bestandteil der Hausband von Ronnie Scott’s Jazz Club und begleitete dort Musiker wie Zoot Sims, Johnny Griffin, Stan Getz, Roland Kirk oder Freddie Hubbard. Er arbeitete auch mit Stan Tracey, Dick Morrissey, Harold McNair, Don Rendell, Victor Feldman, Dizzy Reece, Tony Lee und Tony Coe. 1969/1970 war er Mitglied der Ginger Baker’s Air Force seines Schülers Ginger Baker; 1971 wirkte er bei Tony Coes Album Some Other Autumn mit. Anschließend leitete er eine eigene Combo, mit der er in Londoner Jazzclubs und Kneipen auftrat. Er war mit der Tänzerin Leonie Franklin verheiratet. Die Drogenabhängigkeit setzte seinem Leben ein frühes Ende. Er wurde im Golders Green Crematorium in London eingeäschert, wo sich auch seine Asche befindet.
Ian Carr zufolge hatte er als Schlagzeuger „eine wunderbare Time, steckte voller Energie und ansteckender Musikalität.“

## Diskographische Hinweise
- The Phil Seamen Story

## Lexigraphische Einträge
- Ian Carr, Digby Fairweather, Brian Priestley: Rough Guide Jazz. Der ultimative Führer zur Jazzmusik. 1700 Künstler und Bands von den Anfängen bis heute. Metzler, Stuttgart/Weimar 1999, ISBN 3-476-01584-X.